# 슈고캬라에그!
슈고캬라에그!(しゅごキャラエッグ!)는 헬로! 프로젝트에 소속한 여성 아이돌 그룹이다.

## 개요
- TV 도쿄 계열의 TV 애니메이션인「캐릭캐릭 체인지」의 2008년 10월부터 새로운 시리즈「수호 캐릭터!! 두근」의 오프닝 테마곡을 담당하기 위해 결성된 유닛이다.
- 멤버 전원이 하로프로에그만으로 결성되어 메이저 데뷔한 것으로 이 유닛이 처음이다.
- Buono!와 같이 소속 라벨이 포니 캐년이라는 점, 프로듀서가 층쿠가 아니라는 점, 악곡 제작진이 층쿠와 관련되지 않은 외부 제작진에 의한 제작이라하는 점 등으로 헬로! 프로젝트 내에서는 예외적인 유닛이다.

## 멤버

### 제1기
- 마에다 유카 (애뮬릿 하트) - 초대 애뮬릿 하트
- 사호 아카리 (애뮬릿 스페이드) - 1대, 2대 애뮬릿 스페이드
- 후쿠다 카논 (애뮬릿 클로버) - 초대 애뮬릿 클로버
- 와다 아야카 (애뮬릿 다이아) - 초대 애뮬릿 다이아

### 제2기
2009년 10월 3일부터 방송되는 애니메이션「수호 캐릭터 파티!」의 테마곡을 담당할 멤버로 변경되었다(사호 아카리를 제외).
- 후쿠무라 미즈키 (애뮬릿 하트) - 2대 애뮬릿 하트
- 사호 아카리 (애뮬릿 스페이드) - 1대, 2대 애뮬릿 스페이드
- 마에다 이로리 (애뮬릿 클로버) - 2대 애뮬릿 클로버
- 다나베 나나미 (애뮬릿 다이아) - 2대 애뮬릿 다이아 / 애뮬릿 다이아 오디션 합격자

## 활동
2008년
- 9월 20일 - 「수호캐릭!축제 in ODAIBA」에서 유닛명과 참가 멤버를 발표[1]
- 12월 10일 - 데뷔 싱글「모두의 알」을 릴리즈.

2009년
- 8월 13일 - 23일 - 하쿠힌칸 극장에서 행해지는 뮤지컬「캐릭캐릭 체인지」에 출연.
- 8월 26일 - 나카요시 내에서 2기째의 신「슈고캬라에그!」의 멤버가 발표된다. 계속해서 활동하는 사호 아카리와 하로프로에그의 후쿠무라 미즈키 (애뮬릿 하트)와 마에다 이로리 (애뮬릿 클로버)가 영입했다. 또 신 애뮬릿 다이아 오디션 공모를 한다.
- 9월 23일 - 「2009 헬로! 프로젝트 신인 공연 9월」에 있고, 1기째의「슈고캬라에그!」의 활동이 사실상 종료.
- 10월 3일 - 3기째의「수호 캐릭터 파티!」온에어가 개시. 프로그램내에서 신 애뮬릿 다이아 모집이 고지된다.
- 12월 5일 - 신 애뮬릿 다이아 오디션 공모의 결과, 다나베 나나미가 애뮬릿 다이아로서 기용되는 것이 프로그램 내에서 발표된다.
- 12월 15일 - 요코하마 BLITZ의 이벤트에서 2대째 슈고캬라에그!로서 4명 모여 첫 등장.

2010년
- 3월 27일 - 애니메이션「캐릭캐릭 체인지 시리즈」의 방송이 종료했기 때문에, 사실상 활동 휴지가 된다.

## 디스코 그래피

### 싱글
1. 모두의 알(みんなのたまご) (2008년 12월 10일 발매, TV 애니메이션《수호 캐릭터!! 두근》오프닝 테마)
  - 커플링：시작의 노래 (はじまりのうた)
2. 수호 수호!(しゅごしゅご！) (2009년 2월 25일 발매, TV 애니메이션《수호 캐릭터!! 두근》오프닝 테마)
  - 커플링：이상한 나라에 데려가줘 (ワンダーランドにつれてって)
3. 맡겨줘♪가디언 (おまかせ♪ガーディアン) (2009년 5월 27일 발매, TV 애니메이션《수호 캐릭터!! 두근》오프닝 테마)※
  - 맡겨줘♪가디언(슈고캬라에그! Version)(おまかせ♪ガーディアン(しゅごキャラエッグ! Version)) 수록.
4. 스쿨 데이즈 (School Days) (2009년 9월 2일 발매, TV 애니메이션《수호 캐릭터!! 두근》오프닝 테마)※
  - 스쿨 데이즈(슈고캬라에그! Version)(School Days(しゅごキャラエッグ! Version)) 수록.
5. 나의 달걀(わたしのたまご) (2009년 11월 18일 발매, TV 애니메이션《수호 캐릭터 파티!》의《수호 캐릭터!!! 두근두근》오프닝 테마)
  - 「PARTY TIME」(가디언즈4)과 양 A면 싱글.
6. 고마워~커다란 감사(ありがとう～大きくカンシャ) (2010년 1월 20일 발매, TV 애니메이션《수호 캐릭터 파티!》의《수호 캐릭터!!! 두근두근》오프닝 테마)
  - 「Going On!」(가디언즈4)과 양 A면 싱글.

※ 가디언즈4의 싱글에 커플링으로서「슈고캬라에그! Version」을 수록.

### 싱글V
1. 싱글V〈모두의 알(みんなのたまご)〉(2009년 1월 21일 발매)
2. 싱글V〈수호 수호!(しゅごしゅご！)〉(2009년 3월 4일 발매)

## 콘서트/이벤트

### 이벤트
- 1st 싱글「모두의 알」릴리즈 이벤트
- 2nd 싱글「수호 수호!」릴리즈 이벤트